# نانوثانیه
یک نانوثانیه (به انگلیسی: nanosecond) با نماد ns یک میلیاردم (۹-۱۰) یک ثانیه است. نسبت یک نانوثانیه به یک ثانیه مانند نسبت یک ثانیه به ۳۳٫۷ سال است.
کلمه نانوثانیه ترکیبی از پیشوند اس‌آی نانو و واحد ثانیه‌است.
یک نانوثانیه برابر ۱۰۰۰ پیکوثانیه یا ۱⁄۱۰۰۰ یک میکروثانیه است. به این دلیل که واحد بعدی اس‌آی ۱۰۰۰ برابر بزرگتر است، زمان‌های ۸-۱۰ و ۷-۱۰ معمولاً به صورت ده یا صد نانوثانیه بیان می‌شوند.

## اندازه‌ها برحسب نانوثانیه
از این زمان معمولاً در مخابرات، پالس لیزر و الکترونیک استفاده می‌شود. بعضی از اندازه‌گیری‌های مهم برحسب نانوثانیه عبارتند از:
- ۰٫۵ نانوثانیه - عمر متوسط مولکول پوزیترونیوم هیدرید.
- ۱٫۰ نانوثانیه - زمان تناوب فرکانس رادیویی ۱ گیگا هرتز (۱‎×۱۰۹)
- ۱٫۰ نانوثانیه - زمان تناوب پردازش‌گر ۱ گیگاهرتز، پردازش‌گرهای امروزی فرکانسی در حدود ۱ تا ۳٫۵ گیگاهرتز دارند و زمان تناوب آن‌ها کمتر از یک نانوثانیه است.
- ۱٫۰۱۷ نانوثانیه (تقریباً) - زمانی که طول می‌کشد تا نور مسافت ۱ فوت را طی کند.
- ۳٫۳۳۵۶۴۰۹۵ نانوثانیه (تقریباً) - زمانی که طول می‌کشد تا نور مسافت ۱ متر را در خلأ طی کند.
- ۱۰ نانوثانیه - زمان تقریبی واکنش یک مرحله از واکنش زنجیره‌ای هسته‌ای با نوترون‌های سریع.
- ۱۰ نانوثانیه - زمان تناوب فرکانس ۱۰۰ مگاهرتز (۱‎×۱۰۸)، طول موج رادیویی ۳متر (موج اف‌ام، وی‌اچ‌اف)
- ۱۲ نانوثانیه - نیمه‌عمر کائون
- ۲۰ تا ۴۰ نانوثانیه - زمان همجوشی هسته‌ای در بمب هیدروژنی
- ۷۷ نانوثانیه - یک ۶۰ام یک۶۰ام یک۶۰ام یک۶۰ام ثانیه
- ۱۰۰ نانوثانیه - زمان تناوب فرکانس ۱۰ مگاهرتز، طول موج ۳۰متر، (موج کوتاه)
- ۳۳۳ نانوثانیه - زمان تناوب موج رادیویی متوسط، ۳ مگاهرتز